# Инсектарий
Инсектарий (от лат. insectum — насекомое) — специальное помещение, предназначенное для содержания, разведения и выведения насекомых, а также иногда прочих членистоногих. Является разновидностью вивария. Крупнейшим инсектарием в мире является Монреальский инсектарий, основанный в 1990 году канадским энтомологом Жоржом Броссаром. Инсектарий с живыми насекомыми «МиниЗоо» имеется в Государственном Дарвиновском музее Москвы.
В инсектарии проводят наблюдения за особенностями жизни насекомых, также в нём разводят насекомых, например энтомофагов, используемых для биологического метода борьбы с вредителями, насекомых для лабораторных экспериментов, а также насекомых для экспозиции при зоологических садах и т. п. Инсектарии обладают рядом приспособлений для создания оптимальных условий для жизнедеятельности и размножения, обеспечивающие требуемую кратность воздухообмена, влажность воздуха, освещение. Современные инсектарии представляют собой большие здания с несколькими комнатами и сложными приспособлениями для регуляции освещения, температуры.
Инсектарий — ёмкость, где созданы необходимые условия для содержания некоторых насекомых.
Простейший инсектарий представляет собой ящик или цилиндр со стенками из стекла, прозрачного пластика, марли или ткани с ячейками не крупнее 0,5—1 мм. Для наблюдения за муравьями пользуются особым видом инсектария — формикарием (от лат. formica — муравей).